# Rossioglossum schlieperianum
Rossioglossum schlieperianum är en orkidéart som först beskrevs av Heinrich Gustav Reichenbach, och fick sitt nu gällande namn av Leslie Andrew Garay och George Clayton Kennedy. Rossioglossum schlieperianum ingår i släktet Rossioglossum och familjen orkidéer. Inga underarter finns listade i Catalogue of Life.

## Bildgalleri

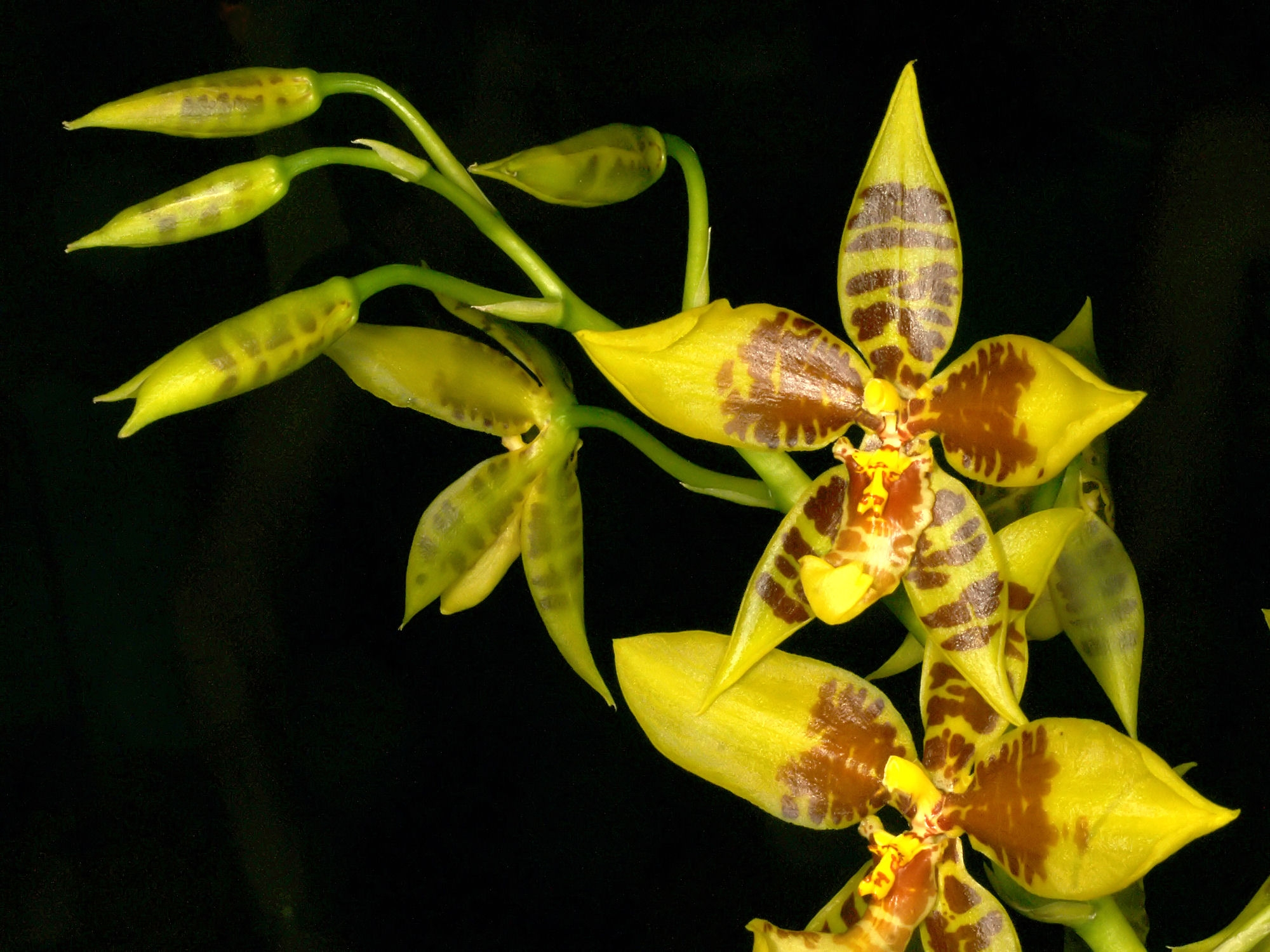
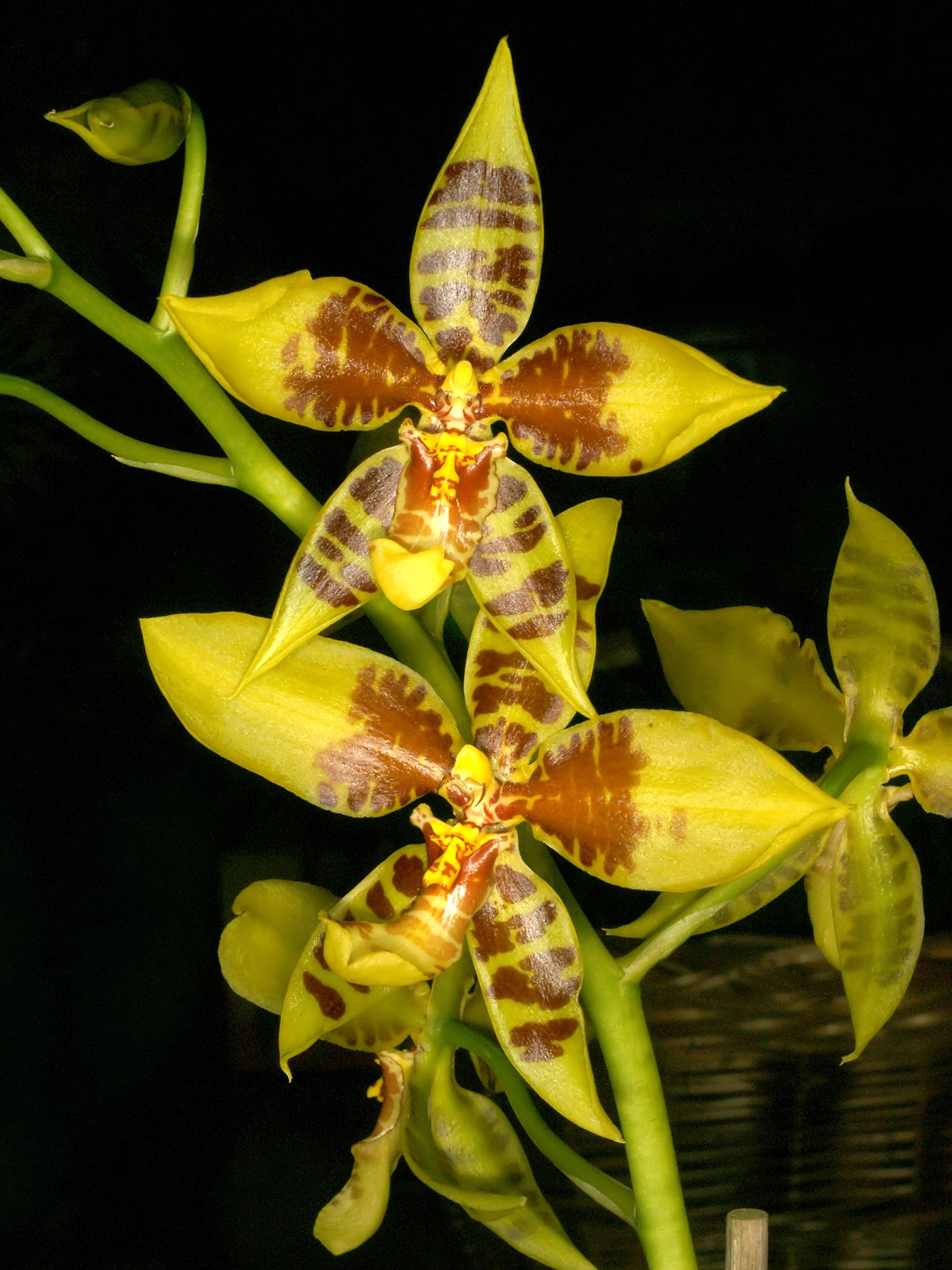
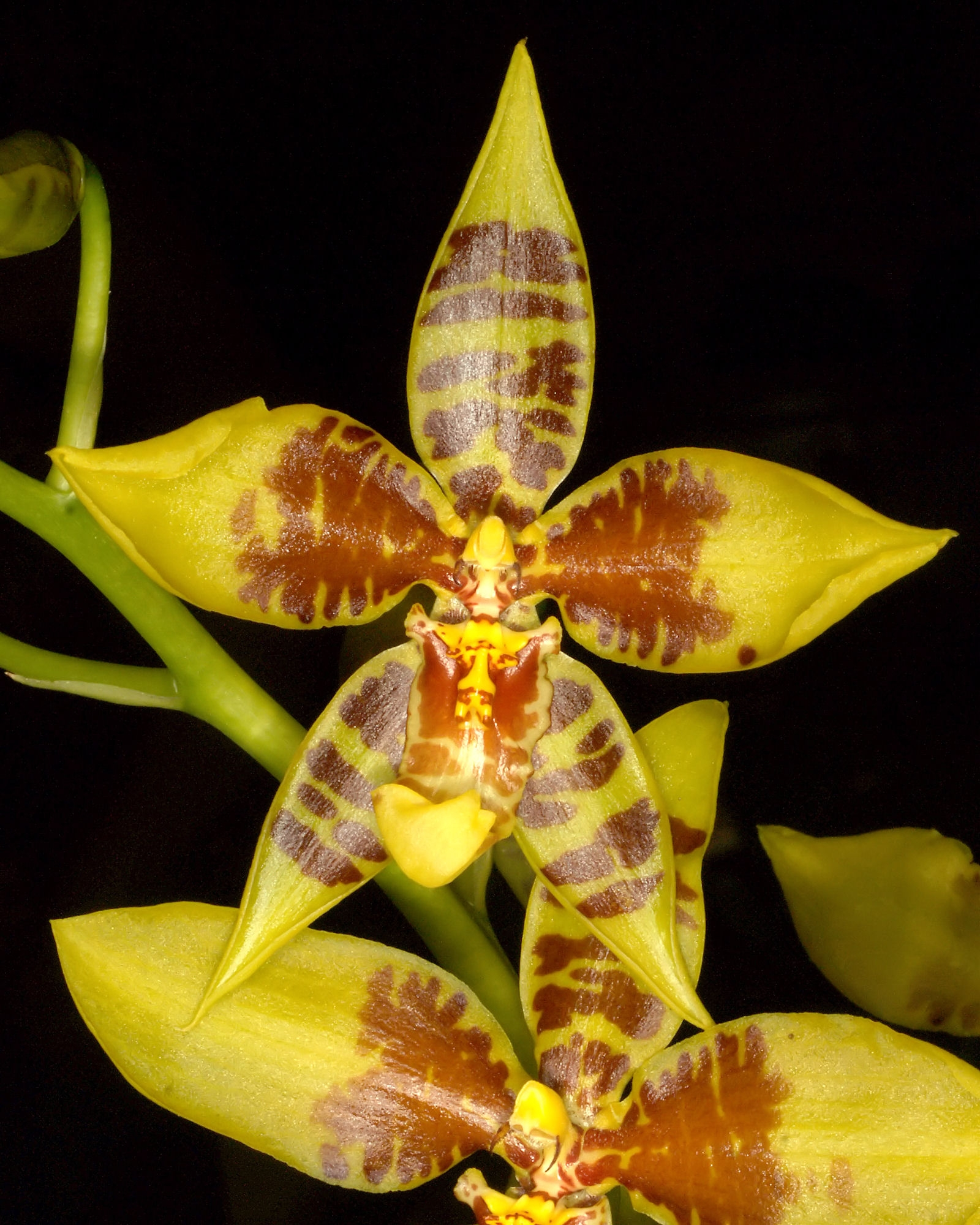
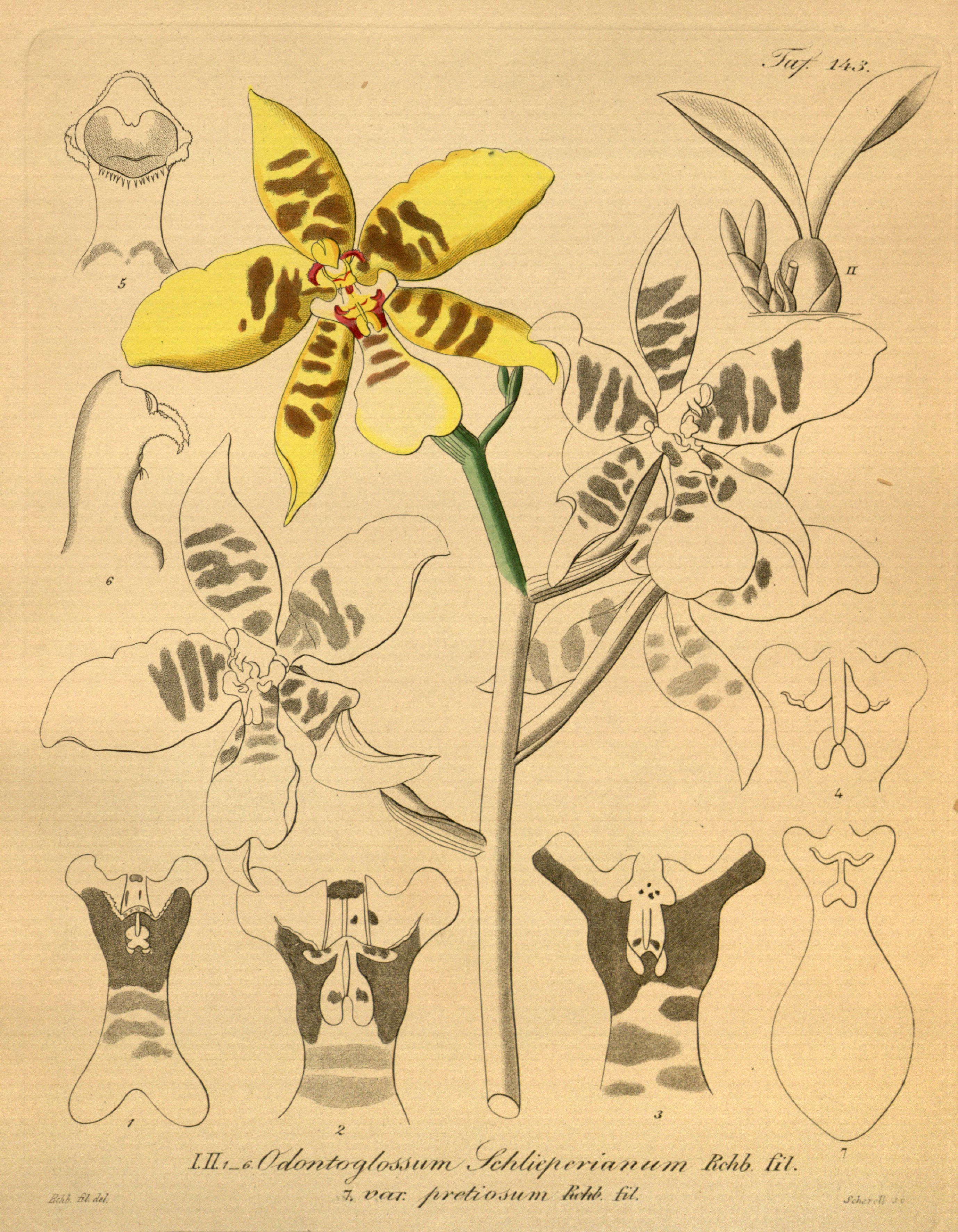